# Васильковка
Василько́вка (укр. Васильківка) — посёлок, Васильковский поселковый совет, Синельниковский район, Днепропетровская область, Украина.
Является административным центром Васильковского района и административным центром Васильковского поселкового совета, в который, кроме того, входят сёла Бондарево, Волчанское, Заря, Ивановка, Красное, Манвеловка, Петриковка, Правда и Ульяновка.

## Географическое положение
Посёлок находится на правом берегу реки Волчья, выше по течению на расстоянии в 3,5 км расположено село Волчанское, на противоположном берегу — сёла Письменное, Ивановка, Шевякино,
Павловка и посёлок Правда.
Река в этом месте извилистая, образует лиманы, старицы и заболоченные озёра.

## История
- В 1707 году близ урочища Васильков возник зимовник одного из казацких старшин. После ликвидации Запорожской Сечи в 1775 году зимовник получил статус военной слободы. Со временем слобода стала центром волости.

В начале XX века являлась селением Павлоградского уезда Екатеринославской губернии с 9 200 жителей, здесь действовали школа, бондарные мастерские и около 15 других торгово-промышленных заведений, базары, регулярно проходили ярмарки.
Во время Великой Отечественной войны с 18 октября 1941 до 17 сентября 1943 года селение находилось под немецкой оккупацией.
С 1957 года — посёлок городского типа. В начале 1970х годов здесь действовали сыродельный завод, консервный завод и завод железобетонных изделий.
В мае 1995 года Кабинет министров Украины утвердил решение о приватизации находившихся здесь комбината стройматериалов, райсельхозтехники и райсельхозхимии.

## Население
В январе 1989 года численность населения составляла 12 764 человека.
По состоянию на 1 января 2024 года численность населения составляла 11 184 человек.

### Языковой состав
Родной язык населения по данным переписи 2001 года:
| Язык       | Численность, чел. | Доля     |
| ---------- | ----------------- | -------- |
| Украинский | 11 368            | 94,99 %  |
| Русский    | 600               | 4,51 %   |
| Другие     | 60                | 0,50 %   |
| Итого      | 12 028            | 100,00 % |

## Деление на районы
- Центр
- Кучугура
- Ульяновка
- Низ (бывший колхоз им. Ленина)

## Экономика
- Васильковский комбикормовый завод, ЗАО.
- Васильковский рудовосстановительный завод, ООО.
- Васильковское государственное лесохозяйственное предприятие.
- Васильковский сырзавод.
- Васильковский карьер металлургических кварцитов (ООО Кварцит — ДМ)

## Объекты социальной сферы
- 3 средние школы. 1 неполная.
- 4 детских сада.
- Васильковская центральная библиотека.
- Васильковский поселковый дом культуры.
- Васильковская музыкальная школа.
- Васильковский краеведческий музей.
- Васильковская детская юношеская спортивная школа.
- Коммунальное заведение «Васильковский центр первичной медико-санитарной помощи».
- Коммунальное заведение «Васильковская центральная районная больница» Днепропетровского областного совета.

## Транспорт
Станции Ульяновка и Васильковка Приднепровской железной дороги
Через посёлок проходят автомобильные дороги Т-0401, Т-0408.

## Религия
- Свято-Николаевский храм.
- Свято-Вознесенский храм.

## Известные уроженцы
- Гаркуша, Николай Евтихиевич (1905—1944) — Герой Советского Союза.
- Маслаченко, Владимир Никитович (1936—2010) — известный советский футболист и спортивный комментатор.
- Белый, Максим Игоревич (род.1990) — украинский футболист.